# Biserica Sfântul Ioan Botezătorul din Ruda

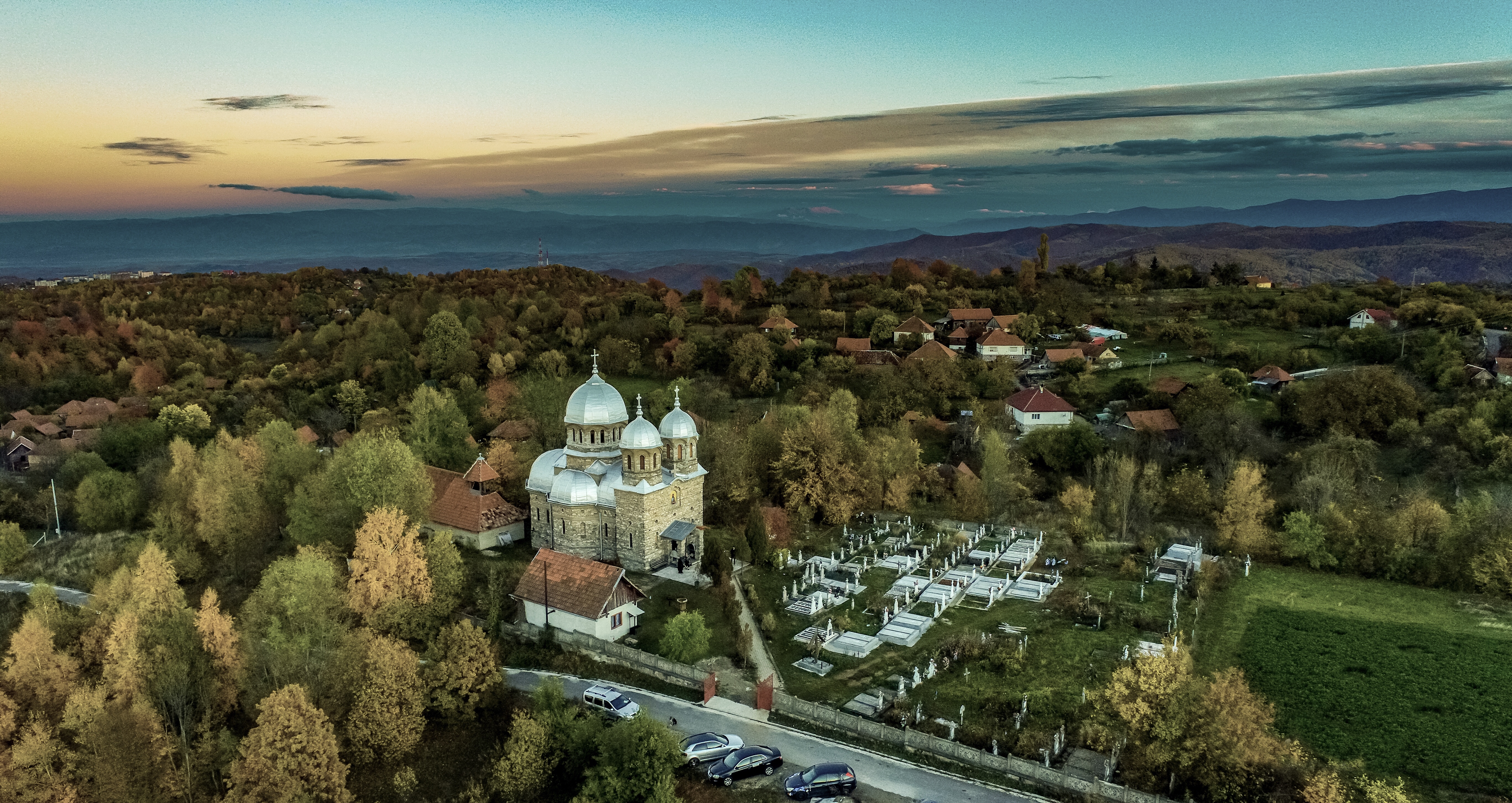
Bisericile satului Ruda

Biserica „Sfântul Ioan Botezătorul" este un monument istoric aflat pe teritoriul satului Ruda, comuna Ghelari, județul Hunedoara.

## Istoric și trăsături
La mică distanță de centrul comunal Ghelari, de care și aparține, se află satul Ruda, păstrătorul a două lăcașuri ortodoxe de zid, din perioade istorice diferite. Biserica veche alocalității, cu hramul „Sfântul Ioan Botezătorul”, a fost ctitorită la mijlocul secolului al XVII-lea, fiind sfințită, potrivit pisaniei dispărute din naos, „la 3 august 1653”.
Edificiul, înscris pe lista monumentelor istorice (HD-II-m-A-03437) – dar cu un alt hram: „Sfinții Arhangheli Mihail și Gavriil” –, este rezultatul mai multor etape de construcție. În faza inițială, lăcașul, lipsit de clopotniță, se compunea dintr-o navă dreptunghiulară de dimensiuni medii și un altar semicircular nedecroșat, ambele pictate în jurul anului 1770 de către „popa” Simion Zugravul din Pitești; decorul iconografic a dispărut complet. În anul 1870 i s-a adăugat pronaosul tăvănit, suprapus de o clopotniță scundă din scânduri, cu ușa de la intrare amplasată pe latura sudică; altă intervenție a avut loc în 1953, prilej cu care peretele nordic și cel vestic au fost consolidați prin patru piloni masivi, iar vechea tâmplă restaurată. Învelitoarea de șiță s-a reînnoit periodic. Degradați, în anii 2007-2011 pereții din piatră au fost consolidați.
Cu excepția hărții iosefine a Transilvaniei (1769-1773), toate conscripțiile secolelor XVIII-XIX – este vorba de cele din anii 1733, 1750, 1761-1762, 1805 și 1829-1831 – îi înregistrează prezența. Edificiul a fost dezafectat cultului după cel de-al Doilea Război Mondial, în urma ridicării unei noi biserici de zid, în perioada 1938-1960.